# Colapesce
 (mars 2021).
La mise en forme du texte ne suit pas les recommandations de Wikipédia : il faut le « wikifier ».
Les points d'amélioration suivants sont les cas les plus fréquents. Le détail des points à revoir est peut-être précisé sur la page de discussion.
- Les titres sont pré-formatés par le logiciel. Ils ne sont ni en capitales, ni en gras.
- Le texte ne doit pas être écrit en capitales (les noms de famille non plus), ni en gras, ni en italique, ni en « petit »…
- Le gras n'est utilisé que pour surligner le titre de l'article dans l'introduction, une seule fois.
- L'italique est rarement utilisé : mots en langue étrangère, titres d'œuvres, noms de bateaux, etc.
- Les citations ne sont pas en italique mais en corps de texte normal. Elles sont entourées par des guillemets français : « et ».
- Les listes à puces sont à éviter, des paragraphes rédigés étant largement préférés. Les tableaux sont à réserver à la présentation de données structurées (résultats, etc.).
- Les appels de note de bas de page (petits chiffres en exposant, introduits par l'outil «  Source ») sont à placer entre la fin de phrase et le point final[comme ça].
- Les liens internes (vers d'autres articles de Wikipédia) sont à choisir avec parcimonie. Créez des liens vers des articles approfondissant le sujet. Les termes génériques sans rapport avec le sujet sont à éviter, ainsi que les répétitions de liens vers un même terme.
- Les liens externes sont à placer uniquement dans une section « Liens externes », à la fin de l'article. Ces liens sont à choisir avec parcimonie suivant les règles définies. Si un lien sert de source à l'article, son insertion dans le texte est à faire par les notes de bas de page.
- La présentation des références doit suivre les conventions bibliographiques. Il est recommandé d'utiliser les modèles {{Ouvrage}}, {{Chapitre}}, {{Article}}, {{Lien web}} et/ou {{Bibliographie}}. Le mode d'édition visuel peut mettre en forme automatiquement les références.
- Insérer une infobox (cadre d'informations à droite) n'est pas obligatoire pour parachever la mise en page.

Pour une aide détaillée, merci de consulter Aide:Wikification.
Si vous pensez que ces points ont été résolus, vous pouvez retirer ce bandeau et améliorer la mise en forme d'un autre article.
Colapesce, nom de scène de Lorenzo Urciullo (né à Solarino le 6 septembre 1983), est un chanteur italien.

## Biographie
Fils d'une institutrice et d'un gérant d’entreprise de produits laitiers, batteur de jazz amateur, Lorenzo Urciullo a son adolescence rythmée par l'indie rock de Yo La Tengo et Sparklehorse, et par le raggamuffin d’Almamegretta.
En 2010, après diverses expériences dans des groupes locaux dont Albanopower dans lequel il chante en anglais, Lorenzo Urciullo lance son projet solo et prend le pseudo de « Colapesce » en référence à un personnage légendaire sicilien, mi-homme, mi-poisson, qui soutiendrait l'un des trois piliers sous-marins de l'île. Son premier titre s'appelle Fiori Di Lana.
Le 27 janvier 2012, il publie avec le label 42Records son premier album, Un meraviglioso declino (un merveilleux déclin). L'album, enregistré à Lecce et Milan, bénéficie de la collaboration de nombreux artistes, dont Giuseppe Sindona, Toti Valente (Albanopower), Francesco Cantone (anciennement Tellaro), Alessandro Raina et Roy Paci. Cet album lui vaut de remporter le prix Targa Tenco 2012 en tant que « meilleur premier album ». C'est de ce disque qu'est tiré le single Satellite en featuring avec la chanteuse napolitaine Meg . En sa compagnie, Colapesce part en tournée en janvier-février 2013 pour huit dates sous le titre Bipolare Tour 2013.
Il participe à un concert organisé en hommage à Lucio Dalla par Franco Battiato à Milo.
Le 27 novembre 2014, il sort un nouveau single, intitulé Maledetti italiani (Maudits italiens). Le clip vidéo de la chanson est réalisé par le collectif Catania Ground's Oranges sous la direction de Zavvo Nicolosi. 
Son album d'Egomostro sort le 4 février 2015. De cet album sont tirés deux singles, Maledetti italiani et L'altra guancia (l'autre joue). Le disque a été produit par Colapesce lui-même avec Mario Conte.
En juin de la même année, il publie avec le dessinateur de bande dessinée Alessandro Baronciani le roman graphique La distance, dont il signe l'histoire et les dialogues. 
Le 5 septembre 2017, il sort le single Ti attraverso, premier extrait de son nouvel album, Infedele sorti le 27 octobre de la même année, suivi d'un autre single, Totale. Plusieurs artistes italiens ont collaboré à ce disque, dont Iosonouncane, Mario Conte, Fabio Rondanini et Gaetano Santoro.
Durant l'été 2018, sa biographie Maledetto italiano, écrite par le journaliste musical Pierluigi Lucadei, a été publiée dans la série Cantautori del duemila aux éditions Arcana .
En avril 2019, il participe au disque hommage à Fabrizio De André, Faber Nostrum. Divers chanteurs italiens y sont invités à réinterpréter une chanson de l'auteur-compositeur-interprète génois. Colapesce participe avec la reprise de La canzone dell'amore perduto.
Le 5 juin 2020, en duo avec le chanteur Dimartino, Colapesce lance un nouvel album, dont les titres L'ultimo giorno, Adolescenza nera, Rosa e Olindo et Luna araba (it) seront publiés comme single.
Le 17 décembre 2020, le présentateur Amadeus annonce la participation de Colapesce et Dimartino à la 71e édition du Festival de Sanremo avec la chanson Musica Leggissima, écrite par les deux auteurs-compositeurs-interprètes siciliens et produite par Federico Nardelli et Giordano Colombo,,.
Le 6 mars 2021, au terme de la 71e édition du Festival de Sanremo, le duo termine, en quatrième position, remportant également le prix Lucio Dalla décerné par les journalistes.

## Discographie

### Album studio
- 2012 – Un meraviglioso declino (it)
- 2015 – Egomostro (it)
- 2017 – Infedele (it)
- 2020 – I mortali (it) (avec Dimartino (it))

### EP
- 2010 - Colapesce
- 2012 - Neuf couvertures
- 2018 - Recueil infidèle

### Singles
- 2012 – Satellite[6],[7] (avec Meg)
- 2015 – Maledetti italiani
- 2017 – Ti attraverso
- 2017 – Totale
- 2017 – Sospesi
- 2018 – Maometto a Milano
- 2020 – L'ultimo giorno (avec Dimartino (it))
- 2020 – Adolescenza nera (avec Dimartino (it))
- 2020 – Rosa e Olindo (avec Dimartino (it))
- 2020 – Luna araba (it) (avec Dimartino (it) et Carmen Consoli)
- 2021 – Cocoricò (it) (avec Samuel (it))
- 2021 – Musica leggerissima (it) (avec Dimartino (it))